# Gare de Bois-Colombes
Gare de Bois-Colombes vasútállomás Franciaországban, Bois-Colombes településen.

## Vasútvonalak
Az állomást az alábbi vasútvonalak érintik:
- Párizs St-Lazare–Ermont-Eaubonne-vasútvonal

## Kapcsolódó állomások
A vasútállomáshoz az alábbi állomások vannak a legközelebb:
- Gare de Colombes (Gare d’Ermont - Eaubonne, Gare de Gisors, Gare de Vernon, Transilien J vonal)
- Gare d’Asnières-sur-Seine (Paris Gare Saint-Lazare, Transilien J vonal)